# GC含量

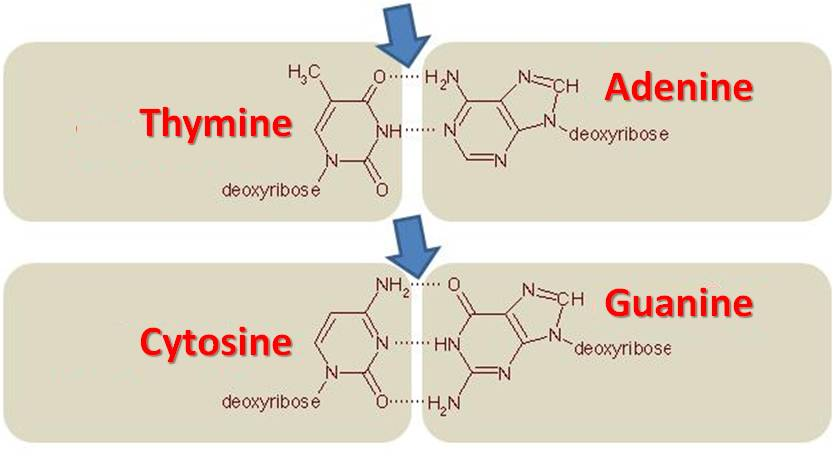
核苷酸鍵顯示AT和GC配對。箭頭指向氢键.

GC含量（GC-content，guanine-cytosine content）是分子生物学和遗传学的术语，指研究对象（例如放线菌）的全基因组（DNA 或 RNA 分子）或其片段中，含氮碱基鸟嘌呤（G）或胞嘧啶（C）任何一个所占的百分比。一种生物的基因組或特定DNA、RNA片段有特定的GC含量。
在DNA链中G和C是以三个氢键相连，而T和A则是两个氢键相连的。氢键的多少体现连接的能量，氢键多的不容易被打断。
在双链DNA中，腺嘌呤与胸腺嘧啶（A/T）之比，以及鸟嘌呤与胞嘧啶（G/C）之比都是1。但是，（A+T）/（G+C）之比则随DNA的种类不同而异。GC含量愈高，DNA的密度也愈高，同时热及碱不易使之变性，因此利用这一特性便可进行DNA的分离或测定。
测定GC含量的方法有：Tm法，HPLC法

## 結構
定性來看，鳥嘌呤(G)和胞嘧啶(C)會彼此以特定的氫鍵結合，而腺嘌呤(A)則會在DNA中與胸腺嘧啶(T)以及在RNA中與尿嘧啶(U)以特定的氫鍵結合。從數量上來看，每個GC碱基對是由三個氫鍵結合在一起，而AT和AU碱基對則是由兩個氫鍵結合在一起。為了強調這種差異，通常會以「G≡C」與「A=T」或「A=U」來表示碱基配对。
GC含量低的DNA比GC含量高的DNA穩定性差；但氫鍵本身對分子穩定性的影響並不特別顯著，分子穩定性主要由鹼基堆積的分子交互作用所引起。 儘管GC含量高的核酸具有更高的热稳定性，但據觀察，至少一些具有高GC含量DNA的細菌物種更容易發生自溶，從而縮短了細胞本身的壽命。 由於GC對的熱穩定性，人們曾推測高GC含量是適應高溫的必要條件，但這項假設在2001年被推翻。 即便如此，已有研究表明，原核生物在較高溫度下的最佳生長與核醣體RNA、轉移RNA和許多其他非編碼RNA等結構RNA的GC含量之間存在很強的相關性。  AU鹼基對的穩定性低於GC鹼基對，這使得高GC含量的RNA結構更能抵抗高溫的影響。
最近的研究顯示，造成雙鏈核酸熱穩定性的最重要因素，其實是由於相鄰碱基的堆疊，而非碱基間氫鍵的數量。由於外環基團的相對位置，GC對的堆疊能比AT或AU對的堆疊能更有利。此外，碱基堆叠的顺序与整个分子的热稳定性之间存在相关性。

## 應用

### 分子生物學
在聚合酶链式反应 (PCR) 實驗中，通常使用稱為引物的短寡核苷酸的 GC 含量來預測其與模板DNA的退火溫度。 GC含量越高，熔化溫度越高。
許多定序技術，例如Illumina定序，在讀取高GC含量序列時遇到困難。已知鳥類基因組有許多這樣的部分，導致了「缺失基因」的問題。這些基因預計會在進化和表型中存在，但從未被測序——直到使用改進的方法。

### 系統學
非真核生物分類學中的物種問題導致了細菌分類的各種建議，1987年細菌系統學方法協調特設委員會建議在更高級別的層次分類中使用GC比率。 例如，放線菌門 (Actinomycetota) 被描述為「高GC含量細菌」。  在天藍色鏈黴菌 (Streptomyces albidoflavus) A3（2）中，GC含量為72%。 隨著更可靠、現代的分子系統學方法的使用，放線菌門的GC含量定義已被廢除，並且已經發現了該演化支的低GC細菌。

## 外部連結
1. Table with GC-content of all sequenced prokaryotes（页面存档备份，存于）
2. Taxonomic browser of bacteria based on GC ratio on NCBI website（页面存档备份，存于）.
3. GC ratio in diverse species.